# Berlioz (cratère)
Pour les articles homonymes, voir Berlioz (homonymie).
Berlioz est un cratère d'impact présent sur la surface de Mercure. 
Le cratère fut ainsi nommé par l'Union astronomique internationale en 2013 en hommage au compositeur français Hector Berlioz.  
Son diamètre est de 31,44 km. Il se situe dans le quadrangle de Borealis (quadrangle H-1) des plaines du nord de Mercure.